# Brasiliocroton mamoninha
Brasiliocroton mamoninha là một loài thực vật có hoa trong họ Đại kích. Loài này được P.E.Berry & Cordeiro mô tả khoa học đầu tiên năm 2005.